# 26499 Robertazabotti
26499 Robertazabotti este o planetă minoră (asteroid), cu un diametru de 10,927 km, din centura de asteroizi. A fost descoperită pe 4 februarie 2000 la osservatorio astronomico della Montagna Pistoiese⁠(d) de Andrea Boattini⁠(d). 
Obiectul prezintă o orbită caracterizată de o semiaxă mare de 2,6561351 UAi, o excentricitate de 0,08, o înclinație de 5,85489 ° în raport cu ecliptica.